# 노마정
노마정(野間町)은 아이치현 지타군에 설치되었던 정이다. 현재의 미하마정 서부에 해당한다.